# برده رش تبريزخاتون (مقاطعة ديواندرة)
برده‌رش تبريزخاتون (بالفارسية: برده‌رش تبریزخاتون) هي منطقة سكنية تقع في قسم تشهل تششمه الريفي (مقاطعة ديواندرة) في إيران. يقدر عدد سكانها بـ 128 نسمة .